# АЭС Квод Ситис
АЭС Квод Ситис (англ. Quad Cities Nuclear Generating Station) — действующая атомная электростанция в центральной части США.
Станция расположена на берегу реки Миссисипи в округе Рок-Айленд штата Иллинойс.

## Информация об энергоблоках
| Энергоблок   | Тип реакторов       | Мощность | Мощность | Начало строительства | Физпуск    | Подключение к сети | Ввод в эксплуатацию | Закрытие |
| Энергоблок   | Тип реакторов       | Чистый   | Брутто   | Начало строительства | Физпуск    | Подключение к сети | Ввод в эксплуатацию | Закрытие |
| ------------ | ------------------- | -------- | -------- | -------------------- | ---------- | ------------------ | ------------------- | -------- |
| Квод Ситис-1 | BWR, BWR-3 (Mark 1) | 908 МВт  | 940 МВт  | 15.02.1967           | 18.10.1971 | 12.04.1972         | 18.02.1973          | —        |
| Квод Ситис-2 | BWR, BWR-3 (Mark 1) | 911 МВт  | 940 МВт  | 15.02.1967           | 26.04.1972 | 23.05.1972         | 10.03.1973          | —        |